# Експериментална физика
В научното поле на физиката експерименталната физика е категорията от дисциплини и поддисциплини, заети с наблюдаването на физичните явления с цел да се съберат данни за заобикалящия свят и да се потвърдят или отхвърлят изградени концепции чрез провеждането на експерименти. Те варират от съвсем прости експерименти и наблюдения, като експеримента на Хенри Кавендиш за определяне на гравитационната константа с проста торзионна везна, до неизмеримо по-сложни такива, например, този който се извършва в Големия адронен ускорител в CERN и има за цел откриването на Хигс бозона. Мисловните експерименти не спадат към експерименталната физика, те са инструмент на теоретичната физика.

## История
Корените на съвременната експериментална физика са в трудовете на арабските учени от 12 – 15 век и в по-късното Средновековие, когато чрез латинските преводи на трудовете им техният метод на изследване става общоприет. Известно е, че Роджър Бейкън е бил запознат с такива трудове („Книга за оптиката“ на Алхазен). Той провеждал експерименти по оптика, стъпвайки на описаното от своя предшественик и доразвивайки го. Освен това Бейкън старателно записвал как точно прави експериментите си, така че те да могат да бъдат възпроизведени и проверени по независим начин и от други и с това поставил крайъгълния камък на научния метод.
Експерименталната физика възниква в Европа като самостоятелна наука след края на Средновековието, в периода 15 – 18 век, по време на Научната революция и нейни видни представители са физици като Галилео Галилей, Кристиан Хюйгенс, Йоханес Кеплер, Блез Паскал и Исак Нютон. В началото на 17 в Галилео широко използвал емпирични методи за да провери физическите си теории, което е и основната идея на съвременния научен метод. Галилео формулира и успешно доказва с експерименти (опитите му са свързани с търкаляне на сфери по наклонени плоскости. Галилей открива закономерност, съгласно която сферите падащи от дадено вертикално разстояние, винаги достигат еднаква скорост) редица резултати по динамика, в частност закона за инерцията, който впоследствие се превръща в Първия закон на Нютон за движението. Хюйгенс използва движението на кораб по канал, за да илюстрира в една ранна форма закона за запазване на импулса.
Счита се, че кулминацията на тези трудове е публикуваната през 1687 г. Philosophiae Naturalis Principia Mathematica (накратко Principia) от Исак Нютон (1643 – 1727). В нея той формулира две основни физични теории: законите за движението, залегнали в основата на класическата механика и закона за гравитацията. И двете теории добре се съгласували с експеримента. Principia съдържа също няколко теории по механика на флуидите.
От края на 17 век Робърт Бойл, Томас Йънг и редица други учени започват да развиват термодинамиката. През 1733, Даниел Бернули комбинира статистически методи с класическата механика, за да изведе термодинамичен резултат и по този начин поставя началото на статистическата механика. През 1798, Бенджамин Томпсън демонстрира как механичната работа се превръща в топлина, а през 1847 Джеймс Джаул формулира закона за запазване на енергията. През 19 век Лудвиг Болцман развива съвременната статистическа механика.
Освен класическата механика и термодинамиката, друго широко поле за експериментална работа предлага електричеството. Наблюденията от 17 – 18 век на такива учени като Робърт Бойл, Стивън Грей и Бенджамин Франклин установяват разбирането ни на природата на електричните заряди и на електрическия ток и създават основата за експериментите от по-късни години. Към 1808 г. Джон Далтон открива, че атомите на различните химични елементи имат различно тегло и предлага съвременната теория за атома като основна градивна частица на материята.
Ханс Кристиан Оерстед, един от най-изявените учени на 19 век, изиграва решаваща роля в разбирането на електромагнетизма. Той направил връзката между електричество и магнетизъм след като наблюдавал отклонение на стрелката на компаса в присъствието на електричен ток. Към 1830 Майкъл Фарадей доказва, че електричното и магнитното поле са неразривно свързани и могат да се пораждат едно друго. През 1864 г. Джеймс Кларк Максуел представя пред Кралското дружество система от математически уравнения, които описват тази връзка между електричеството и магнетизма. Уравненията на Максуел предсказват също така, че светлината е електромагнитно излъчване.

## Известни експерименти
Някои от по-известните физични експерименти са:
- Доплеров ефект
- Опит на Миликан за определяне на елементарния заряд на електрона
- Опит на Майкелсън-Морли за определяне на скоростта на светлината и отсъствието на етер
- Махало на Фуко
- Двойно-процепен експеримент на Йънг за установяване на вълновата природа на светлината

## Експериментални техники
Някои добре известни експериментални техники са:
- Кристалография
- Елипсометрия
- Фарадеев кафез
- Интерферометрия
- Раманова спектроскопия
- Обработка на сигнали
- Спектроскопия
- Рентгенова спектроскопия